# César Chávez-Riva
César Humberto Chávez-Riva Gálvez, né le 22 novembre 1964 à Lima au Pérou, est un footballeur international péruvien qui évoluait au poste de gardien de but avant de devenir entraîneur.

## Biographie

### Carrière en club
César Chávez-Riva commence sa carrière à l'Universitario de Deportes en 1983. Il reste au sein du club Merengue jusqu'en 1989 et y remporte deux championnats du Pérou en 1985 et 1987. 
Passé par le Sport Boys entre 1990 et 1991, Chávez-Riva cumule 21 présences en Copa Libertadores, 19 matchs avec l'Universitario de Deportes et 2 matchs avec le Sport Boys.
Il met fin à sa carrière de joueur en 1996 dans les rangs du Ciclista Lima.

### Carrière en sélection
Avec l'équipe du Pérou, il joue 12 matchs (pour 21 buts encaissés) entre 1986 et 1989. 
Il figure dans le groupe des sélectionnés lors des Copa América de 1987 et de 1989, où il est à chaque fois remplaçant derrière les titulaires José González Ganoza et Jesús Purizaga, respectivement.

## Palmarès(joueur)
| Universitario de Deportes - Championnat du Pérou (2) : - Champion : 1985, 1987. - Vice-champion : 1984, 1988. |  | Sport Boys - Championnat du Pérou : - Vice-champion : 1990, 1991. |